# Hohenebra
Hohenebra ist ein Ortsteil der Kreisstadt Sondershausen im Kyffhäuserkreis (Thüringen) und hat etwa 500 Einwohner.

## Lage
Der Ort liegt am Nordwestrand des Thüringer Beckens an einem südlichen Ausläufer der Hainleite.
Im Norden der Ortschaft liegt Sondershausen, nordöstlich Oberspier, südöstlich Niederspier und westlich Thalebra.
Prägend für den Ort sind die unter Naturschutz stehenden Linden.

## Geschichte
Hohenebra gehört zu den ältesten Orten der Schwarzburg-Sondershäuser Unterherrschaft.
Die erste urkundliche Erwähnung erfolgte im Jahre 1128 in einer Urkunde des Erzbischofs Adalbert von Mainz. Der Bau der barocken Kirche Gloria Deo begann 1724 und dauerte 2 Jahre, sie wurde von 1991 bis 1999 umfangreich renoviert.
Der Ort wurde 1869 durch die Bahnstrecke Wolkramshausen–Erfurt an das Schienennetz angebunden. Hier geht die Nebenstrecke Richtung Ebeleben ab, welche heute nur noch dem Güterverkehr dient und von der Stilllegung bedroht ist. Heute wird nur noch der später eröffnete Haltepunkt Hohenebra Ort im Personenverkehr Richtung Nordhausen bzw. Erfurt (Linie RE 55 der DB Regio) bedient.
Von 1992 bis 1995 gehörte der Ort zur Verwaltungsgemeinschaft Schernberg und wurde am 1. Januar 1996 in die Gemeinde Schernberg eingemeindet. Diese wiederum wurde am 1. Dezember 2007 in die Stadt Sondershausen eingegliedert.

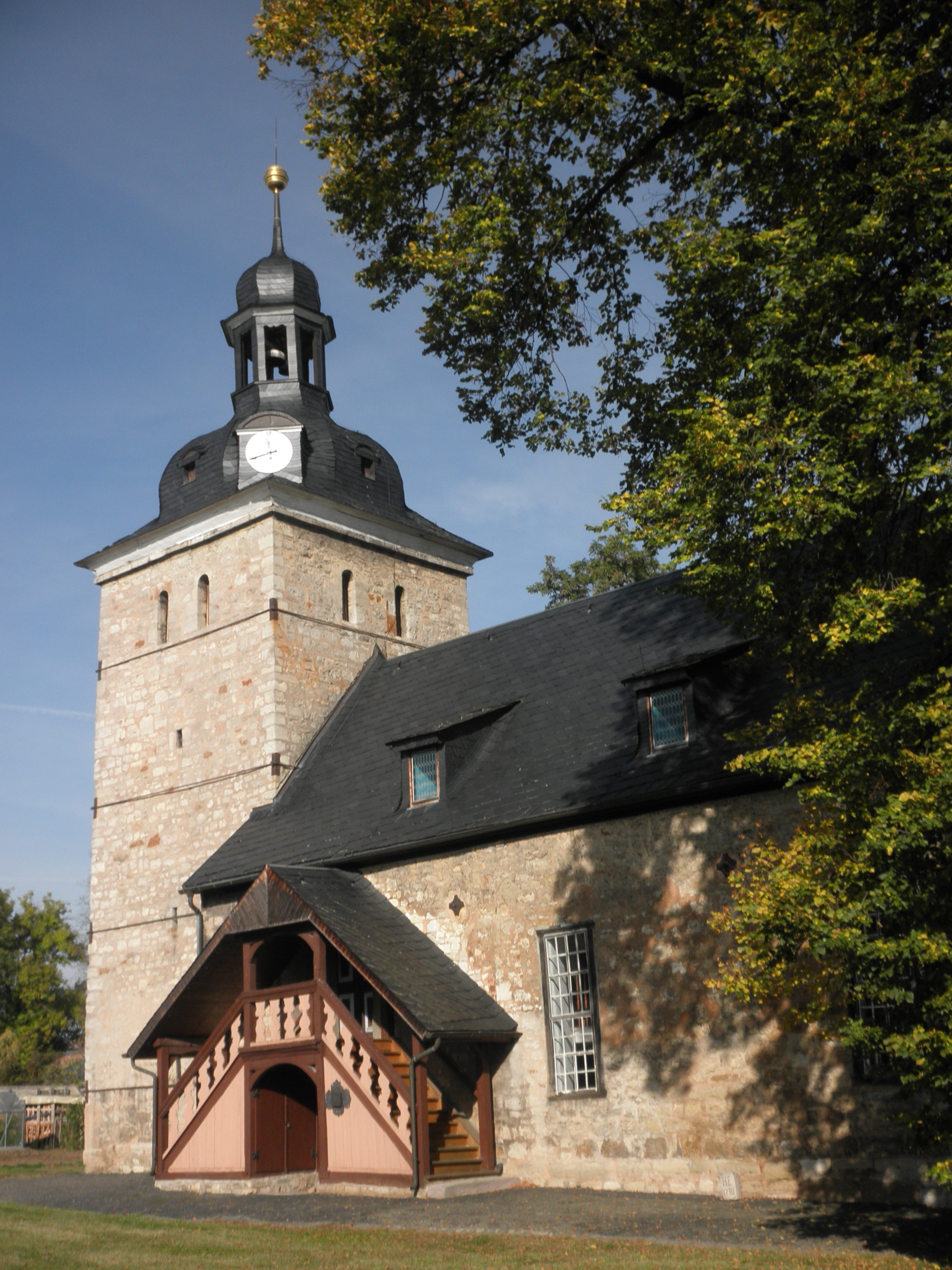
Kirche „Gloria Deo“
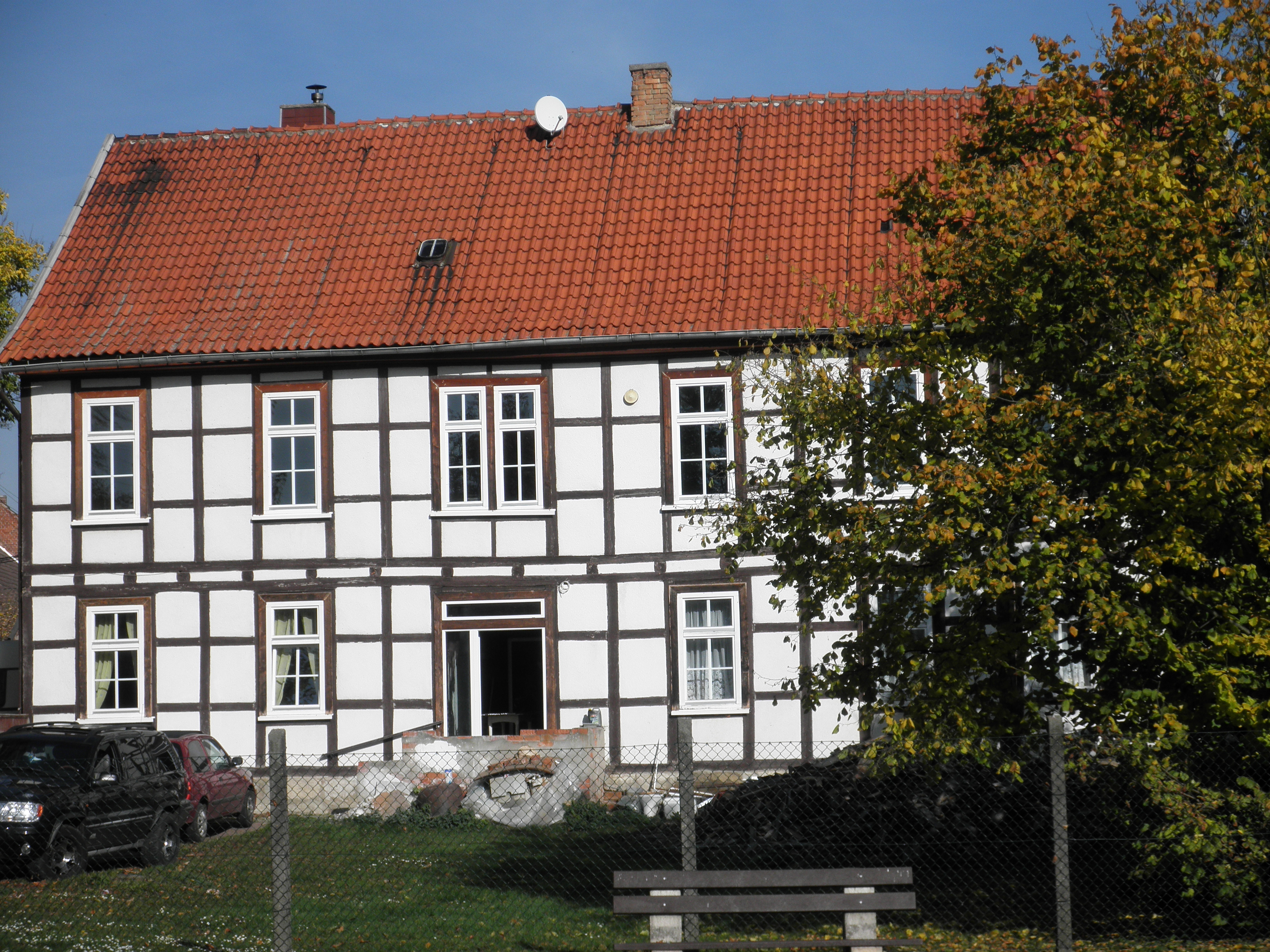
Früheres Pfarrhaus
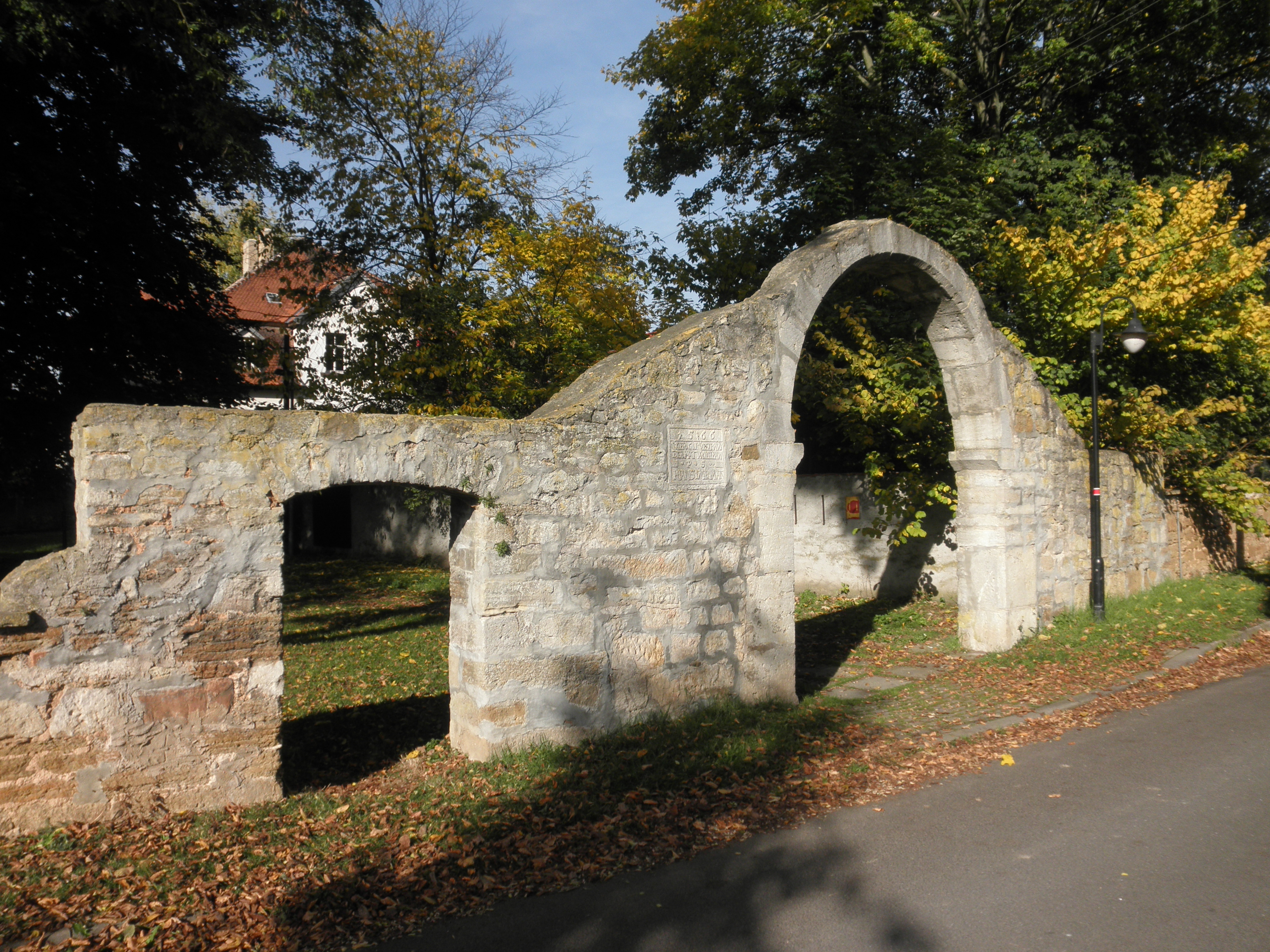
Torbogen von 1566 (umgesetzt) vor früherem Gutspark